# Équarrissage (agroindustrie)
Ne doit pas être confondu avec Hanged, drawn and quartered.
Pour les articles homonymes, voir équarrissage.

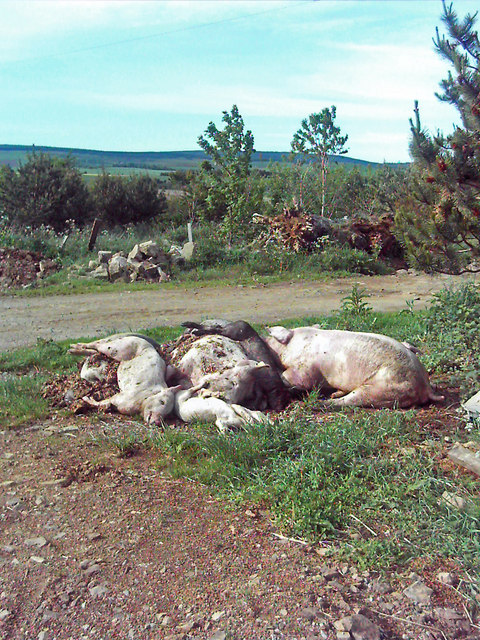
Cadavres d'animaux en attente du passage de l’équarrisseur.

L'équarrissage est l'activité d'intérêt général et sanitaire, devenue une « sous-filière agroindustrielle » consistant à collecter, dénaturer, traiter et (dans la mesure du possible) valoriser (dans le respect des dispositions légales relatives à la santé publique et à l'hygiène pour le pays et l'époque concernés) :
- les charognes d'animaux morts dans les élevages, dits ATM (Animaux Trouvés Morts en élevage) ;
- des éléments de cadavres ou d'animaux (« pièce anatomique ») issus de soins vétérinaires ou d'accidents de la route (collision d'animaux avec véhicules) ou échoués (cétacés...).
- déchets de l'industrie des viandes (abattoirs, ateliers de découpe, boucheries...).
- dépouilles des animaux des zoos
- déchets d'installations d'incubation[1] ;
- déchets animaux de grandes et moyennes surfaces (GMS) : rayons boucheries, traiteurs, poissonnerie, produits laitiers.
- certains déchets de l'industrie alimentaire, dont graisses animales et boues de stations d'épuration, matières à risque micro-biologique.
- farines d'origine animale, contaminées par des prions pathogènes ou reconnues non stériles et devant donc être détruites.

Depuis le XXe siècle, la procédure classique est de mélanger les cadavres d'animaux préalablement dépecés et grossièrement broyés avec les déchets d'abattoirs, avant passage en autoclave pour stérilisation ; il en ressort un bouillon stérile composée d'une purée de viande, d'un bouillon de gélatine et de graisse, trois matières faciles à séparer. La dessiccation de tout ou partie de ce mélange produit des farines utilisées en alimentation animale. Les os de gros animaux sont traités séparément pour produire de la farine d'os. Si des cadavres ont pour origine une intoxication par des métaux lourds (ex : plomb, qui se concentre naturellement dans les os, mercure, cadmium), métalloïdes toxiques (ex : arsenic) ou des radionucléides, ces derniers seront retrouvés dans les farines utilisées en alimentation animale. Certaines farines sont brûlées ou utilisées comme engrais. 
L'évolution des volumes traités dépend en grande partie de l'essor de l'activité d'abattage dans le pays et de la présence d'industries agroalimentaires travaillant la viande ou le poisson. En Europe de l'ouest le nombre de cadavres enlevés à la ferme est important (à titre d'exemple, en Wallonie dans les années 1970-1980, il dépasse celui des déchets fournis par les établissements d'abattage, avec un tonnage reçu par les clos d'équarrissage qui a augmenté de 1970 à 1979 pour atteindre de 40 000 à 42 000 tonnes de cadavres au milieu des années 1980 ; en 1984 la Wallonie a fourni 14 274 tonnes de cadavres et déchets aux usines de destruction, soit 20 % de leur matière première mais sur ce tonnage, 9 994 tonnes, soit 70 % du produit destiné à l'équarrissage, ont été transférés vers la Flandre, plus équipée en usines de destruction. Après la fermeture de la seule usine wallonne, tous ces déchets sont partis vers la Flandre.

## Enjeux
Dans la plupart des pays l'équarrissage a été mis en place pour des raisons sanitaires et de nuisances afin d'éviter que des cadavres animaux ou certains tissus animaux exclus du commerce parce que déclarés impropres à la consommation humaine soient abandonnés dans l'environnement, enterrés, brûlés dans de mauvaises conditions ou emportés par les eaux ; il est généralement géré ou contrôlé par les autorités chargées de l'agriculture ou de l'élevage. Certains pays ont pris des dispositions particulières pour le gibier. Le produit final doit généralement être exempt de germes pathogènes, non toxique et impropre à la consommation humaine . La stérilisation se fait par la chaleur et parfois en plus sous haute-pression (en cas de suspicion de présence de prions). Les peaux, si l'animal est encore en bon état, sont salées et séchées et peuvent être revendues. 
L'équarrissage joue un rôle essentiel en matière de gestion des risques sanitaires. Pour cela, l’équarrisseur doit faire preuve d'une rapidité d'intervention et prendre les précautions nécessaires à la sécurité sanitaire et environnementale, adaptées à différents contextes. Les engins de transport des animaux morts doivent être étanches et les équarrisseurs doivent maîtriser les risques liés au nettoyage de leurs installations, aux rejets aqueux et atmosphériques, à la gestion des biocides qu'ils utilisent. Il leur est aussi demandé de limiter les gênes occasionnées par les odeurs de cadavres.
Depuis les années 1990, la notion de traçabilité prend de l'importance, autant pour des questions de responsabilité juridique et pénale que pour permettre des études épidémiologiques ou écoépidémiologiques sur la base de statistiques fiables. Ces études ont permis, aux alentours de 2010 en France, de mettre en évidence une augmentation de taux de mortalité des bovins à la ferme (vaches allaitantes notamment) depuis le milieu des années 1990, via l'Observatoire de la mortalité des animaux de rente, sous l'égide de l'ANSES,.

### Équarrissage naturel
Dans les pays et régions densément peuplées où les activités d'élevages sont industrialisées, l'équarrissage prive les organismes nécrophages se nourrissant de grands animaux de presque toutes leurs ressources alimentaires. Des dérogations sont parfois accordées, par exemple aux bergers de montagne afin qu'ils « offrent » les cadavres d'animaux trouvés morts aux vautours qui jouaient autrefois un rôle sanitaire important en tant qu'«équarrisseurs naturels»,,.  Ce service écosystémique qu'ils fournissent, au même titre que le sanglier et les insectes nécrophages, est particulièrement important dans une niche écologique, et est essentiel à la bonne santé de tous les autres animaux, ainsi qu'à celle de l'Homme. En 2011, l'Union européenne a assoupli le précédent règlement de 2009 et ses procédures pour permettre l'« équarrissage naturel » qui avait été précédemment interdit pour limiter certains risques de diffusion de microbes ou prions de l'agriculture vers la faune sauvage. Les autorités européennes autorisent ainsi de nouveau le ravitaillement des « placettes de nourrissage » de certains oiseaux nécrophages à partir de cadavres et de matériels à risque spécifiés (EST-ESB) pour les espèces d’oiseaux nécrophages menacées d’extinction ou protégées, et pour d’autres espèces vivant dans leur habitat naturel, afin d’encourager la biodiversité. Certaines espèces carnivores peuvent accéder à ce type de « soutien alimentaire » à certaines conditions. 
Les rapaces nécrophages ou partiellement nécrophages bénéficiant de ce règlement sont :
- Le Gypaète barbu (Gypaetus barbatus) ;
- le Vautour moine (Aegypius monachus) ;
- le Vautour percnoptère (Neophron percnopterus) ;
- le Vautour fauve (Gyps fulvus) ;
- le Milan noir (Milvus migrans) ;
- le Milan royal (Milvus milvus) ;
- l’Aigle royal (Aquila chrysaetos) ;
- le Pygargue à queue blanche (Haliaeetus albicilla)

### Équarrissage et prions
Pour mieux gérer le risque prion, l'Union Européenne a mis en place un programme de surveillance active, fondé sur des tests rapides faits en abattoir et à l’équarrissage. Il s'agit pour l'instant de sondages dont l'objectif premier
est de fournir une estimation de la prévalence nationale de la tremblante des petits ruminants.

## Dans l'Union européenne
Une directive de 1990 demande aux équarrisseurs de différencier les matières dites « à haut risque » (à sécuriser par l'application à des particules d'un diamètre maximal de 5 centimètres d'une température de 133° sous une pression de 2 bars pendant vingt minutes (obligation de moyens), et les matières dites « à bas risque » pour lesquelles n'est posée qu'une simple obligation de résultat sur le plan bactériologique.

## En France

### Histoire
En France, l'équarrissage a peu à peu été organisé par l’État pour enlever et détruire des animaux morts ou reconnus impropres à la consommation, ou des parties d'animaux impropres à la consommation humaine ;  dans un esprit de santé publique.  Il assure aussi l'enlèvement et la destruction des « saisies sanitaires d'abattoirs ».
Au XXe siècle, l'équarrisseur a obligation d'accepter les animaux qu'on lui fournit (dans un périmètre défini par arrêté préfectoral), mais il a, en contrepartie, un droit de collecte des sous-produits des abattoirs de la zone, ce qui le rémunère du service qu'il rend à la collectivité. 

Pour éviter les « contaminations croisées », le droit européen a dans les années 1990 imposé, quelle que soit la destination du produit final, un traitement différencié des matières selon le risque sanitaire qu'elles représentent (distinction entre haut risque et bas risque). Ainsi, à partir de 1991, « les animaux morts sur l'exploitation, abattus dans le cadre de lutte contre les maladies, les saisies d'abattoirs, ainsi que les denrées animales avariées et les animaux importés ne répondant pas aux exigences sanitaires européennes, regroupés dans la catégorie « haut risque », font l'objet d'un traitement particulier dans des établissements dédiés et agréés (...) les farines à haut risque sécurisées étaient destinées, comme les farines à bas risque, à être utilisées par les industries de l'alimentation animale ».

Dans le cadre de la crise de la vache folle, en 1996 la législation impose le retrait de la chaîne alimentaire humaine des cadavres, des saisies d'abattoirs et des matériaux à risques spécifiés (MRS), tels que système nerveux central et certains abats des ruminants, potentiellement contaminants au regard de l'ESB, et le secteur de l'équarrissage est réorganisé.
La collecte et le traitement des matières dites « à haut risque » sont désormais assurés par des entreprises participant au service public de l'équarrissage. Elles assurent ces prestations en répondant à des marchés publics et sont rémunérés par une taxe basée sur les achats de viande. Les matières traitées par ce service public doivent maintenant être détruites. Mais, comme il n'existe pas de moyens peu coûteux d'incinérer directement de grandes quantités de déchets crus, ces matières sont transformées en farines et graisses avant d'être incinérées, par exemple en cimenterie.  

Les sous-produits d'abattage et de découpe provenant d'animaux sains sont, quant à eux, valorisés dans une filière distincte par des équarrisseurs devenus « industriels des coproduits animaux ». Seules les farines et les graisses produites dans ce cadre pouvaient être utilisées pour l'alimentation des animaux monogastriques.
Selon les industriels auditionnés par le Sénat, avant la réglementation, ils plongeaient les farines dans un bain de graisse à une température moyenne équivalente à 133 °C, mais à pression ambiante seulement. Vers la fin des années 1990, « sur les 3,3 millions de tonnes de déchets animaux générés chaque année par les abattoirs, environ 2,5 millions de tonnes étaient des produits dits à bas risque destinés à être valorisés en farines animales et les 800 000 tonnes restantes étaient traitées par le service public de l'équarrissage. Le volume traité par ce dernier s'est fortement accru à mesure de l'extension de la liste des matériaux à risques spécifiés. Il convient d'y ajouter environ 415 000 tonnes d'animaux morts à la ferme ».
Sur environ un million de tonnes de farines et graisses annuellement produites à cette époque :
- 175 000 tonnes étaient des farines et graisses « à haut risque », issues du service public de l'équarrissage[12] ;
- 875 000 tonnes étaient des farines et graisses « à bas risque », dont 850 000 sont destinées à l'alimentation du bétail et des animaux domestiques[12].

### Législation
- Depuis, 1975[15], les équarrisseurs, notamment représentés par le Syndicat des industries françaises des coproduits animaux (Sifco) doivent accepter et traiter tous les cadavres animaux de plus de 40 kg trouvés dans un certain périmètre (y compris celui de cachalots, baleines ou autres mammifères échoués et morts) ; 
En contrepartie ils sont autorisés à collecter les sous-produits des abattoirs situés dans cette zone, et à les valoriser afin d'en tirer une rémunération ;
- Depuis 1991, un arrêté du 30 décembre 1991 appliquant une directive européenne impose aux équarrisseurs de distinguer :
  - des matières « à haut risque », auxquelles on applique une température de 133° sous une pression de 2 bars pendant 20 minutes,
  - des matières « à bas risque » pour lesquelles seul le résultat du point de vue bactériologique compte[16] ;
- En 1996, le droit[17] réorganise la collecte et à l'élimination des déchets d'abattoirs et l'équarrissage.
- Ce n'est qu'en 1998 (8 ans après son vote) que la directive européenne de 1990 est enfin transposée dans le droit français[18], imposant un traitement thermique minimal de 133° pendant 20 minutes, sous la pression de trois bars. Pour la première fois, une obligation de moyen était imposée à la production de farines à partir de matières à bas risque.
- Concernant les animaux domestiques ou sauvages ; À l'exception des cadavres d'animaux de compagnie dont les propriétaires optent pour une inhumation dans un cimetière autorisé ou une incinération dans un centre spécialisé, les autres cadavres d'animaux ne provenant pas d'établissements spécialisés, sont éliminés par l'équarrissage, conformément aux articles 264 et suivant du code rural[19].

En 2009, alors que depuis le milieu des années 1990 - pour des raisons mal comprises -le nombre de morts spontanées de bovins tend  à augmenter significativement dans les élevages, et que les éleveurs ne payaient pas (selon les services de répression des fraudes) les taxes afférentes, les députés ont prévu, puis confirmé en 2009 une privatisation du service public de l'équarrissage à partir de juillet 2009. C'est la fin du service obligatoire d'enlèvement des « animaux trouvés morts » (ATM) dans les élevages. Les éleveurs devront contribuer financièrement à ce service, via (propositions 2008) une taxe à l'abattage transformée en contribution volontaire obligatoire (CVO), «à la boucle» ou à l'UGB. Celle-ci serait prélevée par les EDE, en même temps que la facturation pour l'identification des animaux 
En 2009, la dette des éleveurs à l'égard du système d'équarrissage était évaluée par le ministère de l'Agriculture à 10 millions d'euros en 2008 et 11 millions en 2009, somme que le ministre de l'agriculture Michel Barnier a proposé» de prendre à la charge de l'État pour « ramener à zéro la dette des agriculteurs, afin de leur permettre de commencer à travailler dans le cadre du nouveau système d’équarrissage sur des bases saines », 
Pour soulager les éleveurs de cette dette, un nouveau texte leur permet de choisir entre « s'équiper d'outils à la ferme pour le traitement des cadavres » ou être en mesure de présenter « les documents attestant qu'ils ont conclu un contrat ou cotisent à une structure ayant conclu un contrat leur garantissant, pendant une période d'au moins un an, l'enlèvement et le traitement, dans les conditions prévues par le présent chapitre, des animaux morts dans leur exploitation ».

## Équarrissage et nuisances
Dans le passé, le « clos d'équarrissage » (dénomination franco-belge) était localisé en périphérie des villes, et soumis à une réglementation particulière en raison notamment des nuisances qu'il induit pour l'eau et les riverains (en terme d'odeur, de mouches et rats notamment) plus difficile à maitriser encore que dans les abattoirs avant l'invention de la chaine du froid. Aujourd'hui des usines d’équarrissage et des centres de réceptions intermédiaires se partagent généralement des régions ou pays, sous contrôle de l'administration.
Des systèmes de « biodésodorisation » et de filtres désodorisants, au charbon actif ou lit de tourbe ont permis de réduire les problèmes d'odeur.
Les usines d’équarrissage produisent des « boues d'équarrissage » qui doivent faire l'objet d'un suivi et traitement particulier.
Le travail de l’équarrisseur est pénible, tant sur le plan physique que moral.